# 海子滩镇
海子滩镇，是中华人民共和国甘肃省武威市古浪县下辖的一个乡镇级行政单位。

## 行政区划
海子滩镇下辖以下地区：
谭家井村、谭新村、民权村、马场滩村、土沟井村、民新村、元庄村、元新村、海子村、景新村、高家窝铺村、岘子村、李家窝铺村、上冰村、下冰村、红沙滩村、二咀子村、东新村、新民村和草原井村。